# Orlando e i paladini di Francia
Orlando e i paladini di Francia è un film del 1956 diretto da Pietro Francisci, basato sui poemi Orlando furioso di Ludovico Ariosto e Orlando innamorato di Matteo Maria Boiardo.

## Trama
Carlo Magno e Agramante sono in guerra. Il re saraceno escogita un piano per indebolire l'avversario: chiede una tregua e invia nel Regno franco la bella Angelica con l'intento di seminare discordia tra i paladini creando una rivalità d'amore.